# Ерік Фредлер
Ерік Фредлер (англ. Eric Friedler; нар. 8 вересня 1954) — колишній американський тенісист.
Найвищу одиночну позицію світового рейтингу — 152 місце досяг 16 січня, 1978 року.

## Фінали Гран-прі за кар'єру

### Парний розряд: 1 (0–1)
| Результат | Ранг | Дата | Турнір                  | Покриття | Партнер     | Суперники                  | Рахунок  |
| --------- | ---- | ---- | ----------------------- | -------- | ----------- | -------------------------- | -------- |
| Поразка   | 1.   | 1979 | Лафаєтт (Луїзіана), США | Килим    | Віктор Амая | Марті Ріссен Шервуд Стюарт | 4–6, 4–6 |

## Титули на челленджерах

### Парний розряд: (2)
| Ранг | Рік  | Турнір                    | Покриття | Партнер         | Суперники                              | Рахунок       |
| ---- | ---- | ------------------------- | -------- | --------------- | -------------------------------------- | ------------- |
| 1.   | 1978 | Тель-Авів, Ізраїль        | Тверде   | Петер Фейгль    | Майк Фішбах Том Оккер                  | 6–3, 6–7, 6–3 |
| 2.   | 1979 | Монтгомері (Алабама), США | Тверде   | Ерік ван Діллен | Том Леонард (тенісист) Джеррі Ван Лінґ | 4–6, 6–3, 7–6 |